# Мальдонадо, Педро Висенте
Педро Висенте Мальдонадо (исп. Pedro Vicente Maldonado; 24 ноября 1704, Риобамба, Королевская аудиенсия Кито (ныне провинции Чимборасо (Эквадор) — 17 ноября 1748, Лондон, Великобритания) — южноамериканский ученый-геодезист, физик, математик, астроном, топограф и географ.

## Биография

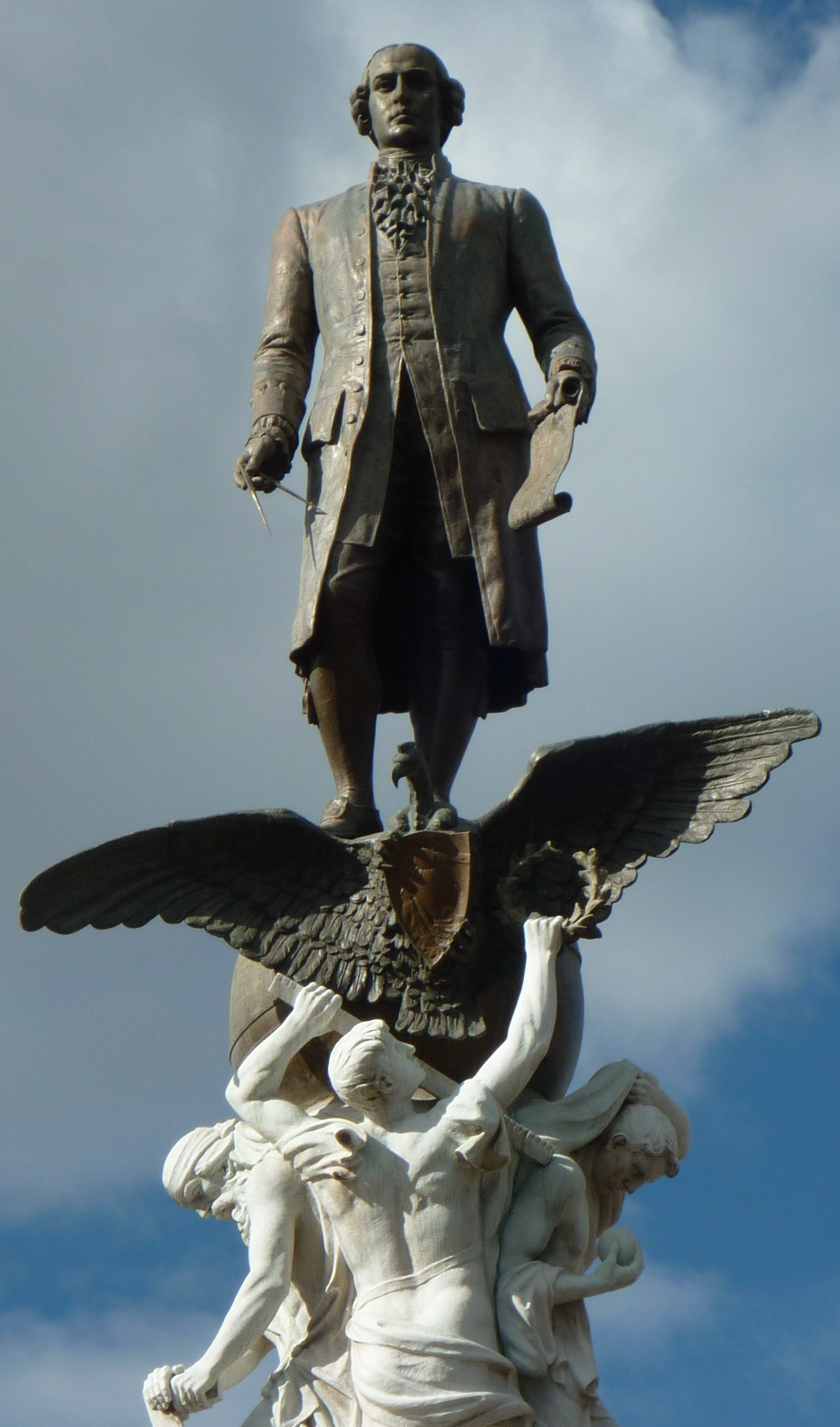
Памятник Педро Висенте Мальдонадо в г. Риобамба

Родился в богатой семье, представители которой занимали высокое социальное положение а стране. В 1718 году, отправился в Кито, где учился в иезуитском колледже Сан-Луис, где изучал арифметику, геометрию, астрономию, латинский язык и музыу. В 1721 году получил свою профессию педагога в Григорианском университете, а затем вернулся в Риобамбу и стал работать педагогом в иезуитской школе.
В 1724 стал председателем кабильдо (сената).
В 1725 году создал свою первую географическую карту. В том же году он подал предложение вице-короля Перу Хосе де Армендарису связать Королевскую аудиторию Кито с Панамой. Это был первый из его многочисленных проектов по прокладке торговых и транспортных маршрутов в Южной Америке.
В 1736—1743 годах сотрудничал с испанско-французской геодезического миссией под руководством Ш. Кондамина, основной целью которой было измерение дуги меридиана под экватором для доказательства того, что Земля не идеальный сферический шар, как было принято считать в то время.
Два года спустя был назначен губернатором провинции Эсмеральдас (ныне Эквадор).
В 1744 году Мальдонадо посетил Европу. В Испании, в 1746 году, он был принят королём Филиппом V, который даровал ему титул «Почётного кавалера Real Cámara („Gentil Hombre“ de la Real Cámara)» и провозгласил его губернатором эквадорского города Атакамес, расположенного на Северном побережье Тихого океана. Из Мадрида, П. Мальдонадо отправился в Париж, где был принят в члены Французской академии наук (1747). В том же году он путешествовал по Голландии, а в августе 1748 года отправился в Лондон, куда он был приглашен для участия в заседаниях Королевского общества, и приёма его в свои члены, но умер прежде, чем он мог был принят.
Похоронен в церкви Сент-Джеймс, Вестминстер.

## Избранные труды
- Primer proyecto de Ingeniería Civil, para la construcción del camino de Quito a Esmeraldas.
- Carta de la Provincia de Quito-Ecuador y sus adyacentes.
- Memoria Científica del Reino de Quito.

## Память
- В честь учёного в Эквадоре в провинции Пичинча назван город Педро-Висенте-Мальдонадо и кантон
- В 1867 году основан Национальный колледж его имени.